# Charles Cadron
Charles Alphonse Cadron (* 10. Mai 1889 in Esneux oder 12. September 1889 in Damme (Belgien); † 11. Mai 1944 in Schaerbeek/Schaarbeek) war ein belgischer Radrennfahrer.

## Sportliche Laufbahn
Cadron war im Bahnradsport aktiv und Teilnehmer der Olympischen Sommerspiele 1920 in Antwerpen. Im Punktefahren kam er nicht über den Vorlauf hinaus. Er war auch Teilnehmer der Olympischen Sommerspiele 1924 in Paris. Bei den olympischen Wettbewerben im Bahnradsport startete er beim Sieg von Ko Willems im Punktefahren. Er schied im Vorlauf aus.